# Le Vieux Roi
Le Vieux Roi est un portrait en demi-longueur d'un souverain vu de profil réalisé par l'artiste français Georges Rouault. Il a été peint pendant vingt ans, de 1916 à 1936, avant qu'un marchand d'art ne le convainque de le publier,,.